# Out of the Blue (film, 2003)
Pour plus de détails, voir Fiche technique et Distribution.
Out of the Blue est un long métrage documentaire de 2003 sur le phénomène des OVNI qui a été présenté en première à la télévision sur la chaîne Sci Fi le 24 juin 2003. Il a été produit par le cinéaste américain James Fox.
Le film est narré par Peter Coyote et tente de montrer, à travers des interviews de membres de la communauté scientifique, de témoins oculaires et de hauts fonctionnaires et militaires, que certains objets volants non identifiés pourraient être d'origine extraterrestre et que le secret et le ridicule sont utilisés pour dissimuler la question des OVNI.
Il existe une suite publiée en 2009 dans un spécial de la chaîne History Channel, intitulée I Know What I Saw (Je sais ce que j'ai vu), également de James Fox, qui développe les témoignages donnés dans Out of the Blue et documente de nouvelles observations présumées dans la période intérimaire après sa publication.